# Liliana Sbîrnea
Liliana Sbîrnea (n. 3 mai 1967

) este un senator român, ales în 2016. 